# Octaviano Moniz Barreto
 Octaviano Moniz Barreto  (Santo Amaro, 21 de julho de 1861 — Salvador, 15 de dezembro de 1944) foi um médico, jornalista,  político  e escritor brasileiro, imortal fundador da cadeira número 15 da Academia de Letras da Bahia.

## Biografia
Filho de Luiz Caetano Moniz Barreto, 3° tabelião de notas de Santo Amaro, e d. Ana Rita Barreto de Menezes. Foi casado com Maria Vitória de Cerqueira Lima.  
Formou-se pela Faculdade de Medicina da Bahia em 1883.  
Fundou  os jornais “O Liberal”, “A atualidade” e a “Democracia”.  
Foi Deputado Estadual por dois mandatos 1892-1894 e 1895-1896. Inspetor Geral de Ensino (1892-1924). Secretário Interino do Interior, Justiça e Instrução Pública (1899- 1900). Conselheiro Municipal (1912-1916). 
Foi senador do Estado (1913), eleito para a renovação do terço do Senado (1919-1924) pela corrente seabrista.  
Imortal fundador da Cadeira número 15 da Academia de Letras da Bahia, em 1917   
Faleceu em Salvador em 15 de dezembro de 1944.  